# حزب بعث سوسیالیست عرب (سودان)
حزب سوسیالیست بعث عرب - منطقه سودان (به عربی: حزب البعث العربی الاشتراکی - وطن فی السودان)، که قبلاً در حزب سوسیالیست بعث عرب شناخته می‌شد، یک حزب سیاسی سودان است. این حزب، شاخه منطقه‌ای سودان از حزب بعث به رهبری عراق در سودان است. اگرچه این شاخه همیشه کوچک بوده و در سال ۲۰۰۳ حدود ۱۰۰۰ عضو داشته است، اما توانسته تأثیر بیشتری نسبت به تعداد ناچیز اعضایش داشته باشد، که عمدتاً به دلیل تأمین مالی این شاخه توسط عراق است.
حزب بعث پس از سال‌ها همکاری با دولت ملی‌گرای عرب سودان، در سال ۱۹۹۰ روابط خود را قطع کرد و به یک حزب مخالف تبدیل شد؛ اگر سودان در طول بحران ۱۹۹۱ خلیج فارس از آن حمایت نمی‌کرد، این امر عراق را آشفته می‌کرد. در سال ۱۹۹۰، این حزب عمدتاً از دانشجویانی تشکیل شده بود که در عراقِ بعثی تحصیل کرده بودند. این حزب که در سال ۱۹۹۰ کوچک بود، در بخش‌های خاصی نفوذ داشت و با جبهه ملی اسلامی مخالف بود و سرسختانه سکولار بود. اعضا از نظر تاریخی بین حزب بعث و دیگر جنبش‌های حزبی سکولار، مانند حزب کمونیست سودان، در نوسان بوده‌اند. علیرغم رابطه دوستانه صدام حسین با شورای فرماندهی انقلاب برای نجات ملی، نهاد حاکم بر سودان در آن زمان، شاخه بعث توسط مقامات سرکوب می‌شد. بعداً در سال ۱۹۹۰، ۲۶ افسر نظامی بعثی پس از یک کودتای نظامی نافرجام در خارطوم اعدام شدند.
در سال ۲۰۰۲، گروهی به رهبری محمدعلی جدعین از این شاخه جدا شد و حزب بعث سودانی مستقل را تأسیس کرد که هیچ وابستگی به حزب بعث عراق یا سوریه ندارد. سال بعد، پس از حمله ۲۰۰۳ به عراق، به ۸۰ نفر از بعثی‌های سودانی اجازه داده شد تا به سودان بازگردند، مشروط بر اینکه از سیاست دوری کنند.

## رهبران
- کمال بلد در سال ۱۹۸۹[۳]
- تیسیر متصر در سال ۱۹۹۰.[نیازمند منبع][ نیازمند منبع ]